# Liste der Abgeordneten zum Österreichischen Abgeordnetenhaus (V. Legislaturperiode)
Diese Liste der Abgeordneten zum Österreichischen Abgeordnetenhaus (V. Legislaturperiode) listet alle Abgeordneten zum österreichischen Abgeordnetenhaus während der V. Legislaturperiode auf. Die Legislaturperiode umfasste eine Session (VIII. Session), die von 1873 bis 1879 reichte.

## Funktionen

### Abgeordnete
| Name                                  | Kronland          | Kurie                               | Region                                                           | Anmerkung |
| ------------------------------------- | ----------------- | ----------------------------------- | ---------------------------------------------------------------- | --- |
| Agopsowicz de Hasso Kajetan           | Galizien          | Großgrundbesitz                     |                                                                  | am 13. November 1874 verstorben |
| Alesani Hieronymus                    | Bukowina          | Großgrundbesitz                     | erster Wahlkörper                                                | am 27. Oktober 1874 angelobt |
| Antonietti Josip                      | Dalmatien         | Höchstbesteuerte                    |                                                                  | am 30. November 1875 angelobt |
| Apfaltrer von Apfaltrern Otto         | Krain             | Großgrundbesitz                     |                                                                  | Mandatsverzicht in der Sitzung am 20. Oktober 1874 |
| Aresin-Fatton Josef                   | Mähren            | Großgrundbesitz                     |                                                                  | |
| Attems Anton                          | Niederösterreich  | Großgrundbesitz                     |                                                                  | |
| Auspitz Rudolf                        | Mähren            | Städte                              | Nikolsburg, Auspitz etc.                                         | |
| Badeni Kasimir                        | Galizien          | Landgemeinden                       | Rzeszow, Kolbuszowa etc.                                         | wurde nie angelobt, da er nach der Wahl auf sein Mandat verzichtete |
| Bajamonti Ante                        | Dalmatien         | Handels- und Gewerbekammer          | Spalato                                                          | am 23. März 1874 angelobt |
| Banhans Anton                         | Böhmen            | Städte                              | Saaz, Postelberg etc.                                            | |
| Barbo-Waxenstein Josef Emanuel        | Krain             | Landgemeinden                       | Laibach, Littao, Reifnitz etc.                                   | |
| Bärnfeind Anton                       | Steiermark        | Landgemeinden                       | Judenburg etc.                                                   | |
| Bareuther Ernst                       | Böhmen            | Städte                              | Eger, Franzensbad etc.                                           | |
| Bartoszewski Carol                    | Galizien          | Städte                              | Rzeszów, Jaroslau etc.                                           | am 11. November 1873 angelobt |
| Baum von Appelshofen Józef            | Galizien          | Landgemeinden                       | Wadowice, Myślenice etc.                                         | |
| Bażant Johann                         | Mähren            | Städte                              | Mährisch-Trübau, Zwittau, Aussee etc.                            | Mandatsverzicht in der Sitzung am 19. Oktober 1876 verkündet |
| Beer Adolf                            | Mähren            | Städte                              | Sternberg, Neustadt etc.                                         | |
| Beeß Georg                            | Schlesien         | Großgrundbesitz                     |                                                                  | |
| Begna-Possedaria Cosmimo de           | Dalmatien         | Städte / Handelskammer              | Zara                                                             | am 4. März 1874 angelobt |
| Belcredi Egbert                       | Mähren            | Landgemeinden                       | Brünn, Wischau etc.                                              | Mandat wurde am 4. März 1874 wegen Nichterscheinens für erloschen erklärt |
| Benc Valentin                         | Galizien          | Landgemeinden                       | Ropczyce, Mielec, Tarnobrzeg etc.                                | am 12. Jänner 1878 angelobt |
| Bendella Theophil                     | Bukowina          | Großgrundbesitz                     | erster Wahlkörper                                                | Mit Schreiben vom 7. April 1874 in das Herrenhaus berufen |
| Bertolini-Monteplaneta Karl           | Tirol             | Städte / Handels- und Gewerbekammer | Roveredo, Mori etc. / Roveredo                                   | Mandatsverzicht mit Schreiben vom 23. Juni 1877 aus politischen Gründen, am 27. November 1877 erneut angelobt |
| Blaas Florian                         | Tirol             | Städte / Handels- und Gewerbekammer | Bozen, Meran, Glurns etc. / Bozen                                | am 26. Februar 1875 angelobt |
| Blumencron Robert                     | Böhmen            | Großgrundbesitz                     |                                                                  | |
| Bocheński Alojzy                      | Galizien          | Großgrundbesitz                     |                                                                  | am 10. November 1873 angelobt, Mandatsverzicht in der Sitzung am 20. Oktober 1874 verkündet |
| Boda Marino                           | Dalmatien         | Landgemeinden                       | Ragusa, Curzola etc.                                             | am 5. November 1873 angelobt |
| Bodyński Maksymilian                  | Galizien          | Handels- und Gewerbekammer          | Lemberg                                                          | am 21. Oktober 1876 angelobt |
| Brader Cölestin                       | Tirol             | Großgrundbesitz                     | erster Wahlkörper                                                | am 13. November 1873 angelobt |
| Brandis Heinrich                      | Oberösterreich    | Landgemeinden                       | Freistadt, Leonfelden, Perg etc.                                 | |
| Brandstetter Friedrich                | Steiermark        | Städte                              | Marburg, Windisch-Feistritz, Windisch-Graz, Pettau, Friedau etc. | Mandatsverzicht mit Schreiben vom 27. November 1875 |
| Brauner Franz                         | Böhmen            | Landgemeinden                       | Pilsen, Kralowic, Klattau etc.                                   | erschien aus politischen Gründen niemals im Abgeordnetenhaus, weswegen sein Mandat trotz mehrfacher Wiederwahl immer wieder für erloschen erklärt werden                                                                        |
| Brestel Rudolf                        | Niederösterreich  | Städte                              | Wien, I. Bezirk                                                  | |
| Breuer Józef                          | Galizien          | Handels- und Gewerbekammer          | Lemberg                                                          | am 5. November 1873 angelobt, Mandatsverzicht in der Sitzung am 19. Oktober 1876 verkündet |
| Budig Johann                          | Mähren            | Städte                              | Mährisch-Trübau, Zwittau, Aussee etc.                            | am 19. Oktober 1876 angelobt |
| Canaval Josef Leodegar                | Kärnten           | Handels- und Gewerbekammer          | Klagenfurt                                                       | |
| Carneri Bartholomäus                  | Steiermark        | Großgrundbesitz                     |                                                                  | |
| Chełmecki Jan                         | Galizien          | Landgemeinden                       | Neu-Sandec, Limanowa, Neumarkt etc.                              | |
| Chrzanowski Leon                      | Galizien          | Großgrundbesitz                     |                                                                  | |
| Ciani Johann                          | Tirol             | Großgrundbesitz                     | zweiter Wahlkörper                                               | Mandatsverzicht mit Schreiben vom 23. Juni 1877 aus politischen Gründen, am 27. November 1877 erneut angelobt |
| Cienciała Jerzy                       | Schlesien         | Landgemeinden                       | Teschen, Freistadt, Bielitz etc.                                 | |
| Cieński Ludomir                       | Galizien          | Großgrundbesitz                     |                                                                  | am 10. Dezember 1878 angelobt |
| Clam-Martinic Jindřich Jaroslav       | Böhmen            | Städte                              | Schlan, Laun etc.                                                | erschien aus politischen Gründen niemals im Abgeordnetenhaus, weswegen sein Mandat trotz mehrfacher Wiederwahl immer wieder für erloschen erklärt werden                                                                        |
| Claudi Eduard                         | Böhmen            | Städte                              | Budweis                                                          | |
| Cnobloch Karl von                     | Kärnten           | Großgrundbesitz                     |                                                                  | am 10. November 1873 angelobt, Mandatsverzicht in der Sitzung am 19. Oktober 1875 verkündet |
| Consolati Peter                       | Tirol             | Großgrundbesitz                     | zweiter Wahlkörper                                               | am 19. Oktober 1877 angelobt |
| Coronini-Cronberg Franz               | Görz und Gradisca | Städte / Handels- und Gewerbekammer | Görz und Gradisca / Görz                                         | |
| Cresseri Simone                       | Tirol             | Großgrundbesitz                     | zweiter Wahlkörper                                               | Mandatsverzicht mit Schreiben vom 23. Juni 1877 aus politischen Gründen, am 27. November 1877 erneut angelobt |
| Czajkowski Alphons                    | Galizien          | Großgrundbesitz                     |                                                                  | am 15. Jänner 1879 angelobt |
| Czartoryski Georg                     | Galizien          | Großgrundbesitz                     |                                                                  | am 19. Oktober 1876 angelobt |
| Czaykowski Jan Euzebiusz              | Galizien          | Großgrundbesitz                     |                                                                  | am 2. Dezember 1874 angelobt |
| Czerkawski Eusebius                   | Galizien          | Städte                              | Tarnopol, Brzejany etc.                                          | am 5. November 1873 angelobt |
| Czerkawski Julian                     | Galizien          | Städte                              | Lemberg                                                          | am 3. Februar 1874 angelobt, Mandatsverzicht in der Sitzung am 12. Jänner 1878 verkündet |
| Czižek Anton                          | Böhmen            | Landgemeinden                       |                                                                  | erschien aus politischen Gründen niemals im Abgeordnetenhaus, weswegen sein Mandat am 10. Dezember 1873 für erloschen erklärt wurde                                                                                             |
| Daubek Eduard                         | Böhmen            | Großgrundbesitz                     |                                                                  | Mandatsverzicht in der Sitzung am 4. September 1877 verkündet |
| Dehne August                          | Oberösterreich    | Großgrundbesitz                     |                                                                  | am 22. Oktober 1878 an Stelle des Abgeordneten von Korb angelobt |
| d’Elvert Christian                    | Mähren            | Städte                              | Brünn                                                            | |
| Demel von Elswehr Johann              | Schlesien         | Städte                              | Teschen, Friedek, Odrau etc.                                     | |
| Deschmann Karl                        | Krain             | Landgemeinden                       | Gottschee, Treffen, Ratschach etc.                               | am 10. November 1873 angelobt |
| Dietrich Karl Wilhelm von             | Schlesien         | Städte                              | Jägerndorf, Olbersdorf, Würbenthal etc.                          | am 10. November 1873 angelobt, Mandatsverzicht in der Sitzung am 20. Oktober 1874 verkündet |
| Dinstl Ferdinand                      | Niederösterreich  | Städte                              | Krems, Stein, Zwettl etc.                                        | |
| Di Pauli Anton                        | Tirol             | Städte                              | Brixen, Sterzing etc.                                            | Mandatsverzicht in der Sitzung am 30. Oktober 1874 verkündet. Nach seiner Wiederwahl blieb er dem Abgeordnetenhaus unentschuldigt fern, weshalb sein Mandat am 15. März 1875 für erloschen erklärt wurde                        |
| Di Pauli Josef                        | Tirol             | Städte                              | Brixen, Sterzing etc.                                            | am 30. Oktober 1877 angelobt |
| Dittes Friedrich                      | Niederösterreich  | Städte                              | Wien, III. Bezirk                                                | |
| Doblhoff Heinrich                     | Niederösterreich  | Großgrundbesitz                     |                                                                  | |
| Dordi Carlo                           | Tirol             | Landgemeinden                       | Trient, Cembra, Borgo etc.                                       | Mandatsverzicht mit Schreiben vom 23. Juni 1877 aus politischen Gründen, am 27. November 1877 erneut angelobt |
| Dormitzer Maximilian                  | Böhmen            | Handels- und Gewerbekammer          | Prag                                                             | |
| Dubsky Adolf                          | Mähren            | Großgrundbesitz                     |                                                                  | |
| Duchatsch Ferdinand                   | Steiermark        | Städte                              | Marburg, Windisch-Feistritz, Windisch-Graz, Pettau, Friedau etc. | am 8. Februar 1876 angelobt |
| Dumba Nikolaus                        | Niederösterreich  | Landgemeinden                       | Neustadt, Baden, Neunkirchen etc.                                | |
| Dunajewski Julian                     | Galizien          | Städte                              | Biała, Neu-Sadec, Wieliczka etc.                                 | am 5. November 1873 angelobt |
| Dürrnberger Adolf                     | Oberösterreich    | Städte                              | Wels, Urfahr etc.                                                | |
| Dworski Aleksander                    | Galizien          | Städte                              | Przemyśl, Grodek etc.                                            | Mandatsverzicht in der Sitzung am 4. September 1877 verkündet. Nach seiner Wiederwahl am 18. September 1877 neuerlich angelobt                                                                                                  |
| Dzwonkowski Eduard                    | Galizien          | Großgrundbesitz                     |                                                                  | |
| Edlbacher Max                         | Oberösterreich    | Landgemeinden                       | Gmunden, Ischl, Kirchdorf etc.                                   | |
| Edlmann Ernst                         | Kärnten           | Landgemeinden                       | Klagenfurt, Völkermarkt etc.                                     | am 9. Oktober 1877 angelobt |
| Egger Alois                           | Kärnten           | Städte                              | Villach, Hermagor, Tarvis, Spittal, Obervellach etc.             | Mandatsverzicht am 20. Dezember 1875 |
| Eichhoff Josef von                    | Mähren            | Großgrundbesitz                     |                                                                  | |
| Fanderlik Josef                       | Mähren            | Städte                              | Neustadtl, Janowitz, Bystřitz etc.                               | am 21. Jänner 1874 angelobt |
| Fatschek Franz                        | Böhmen            | Landgemeinden                       | Časlau, Kuttenberg, Chotebor etc.                                | erschien aus politischen Gründen niemals im Abgeordnetenhaus, weswegen sein Mandat trotz mehrfacher Wiederwahl immer wieder für erloschen erklärt werden                                                                        |
| Fischer Franz                         | Oberösterreich    | Landgemeinden                       | Rohrbach, Aigen, Urfahr etc.                                     | |
| Fluck von Leidenkron Josef Bruno      | Dalmatien         | Landgemeinden                       | Spalato, Brazza, Lesina, Lissa                                   | am 23. November 1875 angelobt |
| Foregger Richard                      | Steiermark        | Städte                              | Cili, Praßberg, Rohitsch, Rann, Gonobitz, Schönstein etc.        | |
| Forster Emanuel                       | Böhmen            | Großgrundbesitz                     |                                                                  | am 11. November 1873 angelobt |
| Franceschi Johann                     | Istrien           | Großgrundbesitz                     |                                                                  | Mandatsverzicht in der Sitzung am 4. September 1877 verkündet |
| Friedrich Anton                       | Böhmen            | Handels- und Gewerbekammer          | Reichenberg                                                      | |
| Fuchs Johann                          | Schlesien         | Landgemeinden                       | Troppau, Wagstadtl, Jägerndorf etc.                              | |
| Fürst Franz                           | Böhmen            | Städte                              | Prag, Kleinseite                                                 | |
| Fürth Josef                           | Böhmen            | Handelskammer                       | Pilsen                                                           | am 5. November 1873 angelobt |
| Fux Johann                            | Mähren            | Landgemeinden                       | Znaim, Datschitz, Nikolsburg etc.                                | |
| Ganahl Rudolf                         | Vorarlberg        | Städte / Handels- und Gewerbekammer | Bregenz, Feldkirch etc. / Feldkirch                              | am 5. November 1873 angelobt, Mandatsverzicht in der Sitzung am 22. Oktober 1878 verkündet |
| Ganzwohl Josef                        | Mähren            | Landgemeinden                       | Ungarisch-Hradisch, Hoööeschau etc.                              | am 21. Jänner 1874 angelobt |
| Gentilini Luigi                       | Tirol             | Landgemeinden                       | Roveredo, Riva, Tione etc.                                       | am 20. Oktober 1874 angelobt |
| Geusau Karl von                       | Niederösterreich  | Großgrundbesitz                     |                                                                  | |
| Gierowski Julian                      | Galizien          | Landgemeinden                       | Złoczów, Przemyślany etc.                                        | |
| Giovanelli Ignaz                      | Tirol             | Landgemeinden                       | Bozen, Kaltern, Meran etc.                                       | Mandatsverzicht in der Sitzung am 15. März 1875 verkündet |
| Giskra Karl                           | Mähren            | Städte                              | Brünn                                                            | Mandatsverzicht mit Schreiben vom 20. Februar 1879 |
| Gniewosz-Olexów Edward                | Galizien          | Landgemeinden                       | Sanok, Brzozów, Lisko etc.                                       | Mandatsverzicht in der Sitzung am 19. Oktober 1876 verkündet, nach Wiederwahl am 21. November 1876 neuerlich angelobt |
| Gögl Johann                           | Niederösterreich  | Handels- und Gewerbekammer          | Wien                                                             | Mandatsverzicht in der Sitzung am 19. Oktober 1875 verkündet |
| Golejewski Antoni                     | Galizien          | Großgrundbesitz                     |                                                                  | am 7. Dezember 1875 angelobt, Mandatsverzicht in der Sitzung am 22. Oktober 1878 verkündet |
| Göllerich August                      | Oberösterreich    | Städte                              | Freistadt, Perg, Rohrbach, Enns etc.                             | Mandatsverzicht mit Schreiben vom 28. April 1878 |
| Gołuchowski Artur                     | Galizien          | Städte                              | Lemberg                                                          | am 27. März 1878 angelobt |
| Gomperz Julius                        | Mähren            | Handels- und Gewerbekammer          | Brünn                                                            | |
| Götz Josef                            | Kärnten           | Großgrundbesitz                     |                                                                  | am 12. November 1875 angelobt |
| Graf von Gaderthurn Friedrich         | Tirol             | Landgemeinden                       | Bruneck, Brixen, Lienz, Ampezzo                                  | Mandatsverzicht mit Schreiben vom 15. März 1875, am 21. Oktober 1875 nach Wiederwahl neuerlich angelobt |
| Granitsch Georg                       | Niederösterreich  | Landgemeinden                       | Mistelbach, Feldsberg, Groß-Enzersdorf etc.                      | |
| Grebmer zu Wolfsthurn Eduard von      | Tirol             | Städte / Handels- und Gewerbekammer | Bozen, Meran, Glurns / Bozen                                     | am 5. November 1873, am 11. Jänner 1875 verstorben |
| Grégr Eduard                          | Böhmen            | Landgemeinden                       | Reichenau, Senftenberg, Wildenschwert etc.                       | erschien aus politischen Gründen niemals im Abgeordnetenhaus, weswegen sein Mandat am 10. Dezember 1873 für erloschen erklärt wurde                                                                                             |
| Grégr Julius                          | Böhmen            | Städte                              | Königgrätz, Nachod etc.                                          | erschien aus politischen Gründen niemals im Abgeordnetenhaus, weswegen sein Mandat am 10. Dezember 1873 und nach Wiederwahl am 18. Dezember 1874 neuerlich für erloschen erklärt wurde                                          |
| Greuter Josef                         | Tirol             | Landgemeinden                       | Imst, Reutte, Landeck, Schlanders etc.                           | |
| Grocholski Kazimierz von              | Galizien          | Großgrundbesitz                     |                                                                  | am 10. November 1873 angelobt |
| Gross Franz                           | Oberösterreich    | Städte                              | Wels, Ederding, Vöcklabruck, Gmunden, Isch etc.                  | |
| Groß Peter                            | Galizien          | Großgrundbesitz                     |                                                                  | am 10. November 1873 angelobt, Mandatsverzicht in der Sitzung am 20. Oktober 1874 verkündet, nach Wiederwahl wurde der neuerliche Mandatsverzicht am 27. September 1877 verkündet, ohne das Groß wieder angelobt worden war     |
| Grübler Michael                       | Mähren            | Städte                              | Datschitz etc.                                                   | Mandatsverzicht in der Sitzung am 19. Oktober 1876 verkündet |
| Gudenus Ernst                         | Steiermark        | Landgemeinden                       | Hartberg, Weiz etc.                                              | |
| Haase Theodor                         | Schlesien         | Städte                              | Bielitz, Schwarzwasser, Skotschau, Jablunkau                     | |
| Hackelberg-Landau Rudolf Adam von     | Steiermark        | Großgrundbesitz                     |                                                                  | |
| Hajdamacha Theodor                    | Galizien          | Landgemeinden                       | Zaleszczyki, Borszczow, Horodenka etc.                           | am 5. November 1873 angelobt |
| Halka Ignacy                          | Galizien          | Landgemeinden                       | Trembowia, Husiatin etc.                                         | am 18. November 1873 angelobt |
| Haller von Hallenburg Cezary Emil     | Galizien          | Großgrundbesitz                     |                                                                  | am 4. März 1876 angelobt, Mandatsverzicht in der Sitzung am 4. September 1877 verkündet |
| Haller von Hallenburg Ladislaus       | Galizien          | Großgrundbesitz                     |                                                                  | am 13. September 1877 angelobt |
| Hallwich Hermann                      | Böhmen            | Städte                              | Trautenau, Hohenelbe etc.                                        | |
| Hammer-Purgstall Karl                 | Steiermark        | Städte                              | Hartberg, Feldbach, Weiz, Fürstenfeld etc.                       | am 12. Februar 1879 verstorben |
| Handel Rudolf                         | Oberösterreich    | Großgrundbesitz                     |                                                                  | Seine Wahl wurde am 18. Dezember 1874 für ungültig erklärt. Nach Wiederwahl am 11. Februar 1875 neuerlich angelobt |
| Hanisch Julius                        | Böhmen            | Landgemeinden                       | Leitomischl, Landskron, Polička etc.                             | |
| Harant Friedrich                      | Niederösterreich  | Landgemeinden                       | Amstetten, Ybbs, Scheibbs etc.                                   | |
| Harrach Johann Nepomuk von            | Böhmen            | Städte                              | Leitomischl, Landskron, Polička etc.                             | erschien aus politischen Gründen niemals im Abgeordnetenhaus, weswegen sein Mandat trotz mehrfacher Wiederwahl immer wieder für erloschen erklärt wurde                                                                         |
| Haschek Adolf                         | Böhmen            | Landgemeinden                       | Böhmisch-Leipa, Gabel, Dauba, Weißwasser etc.                    | |
| Hausmann Vinzenz                      | Böhmen            | Landgemeinden                       | Deutschbrod, Polna, Ledeč etc.                                   | erschien aus politischen Gründen niemals im Abgeordnetenhaus, weswegen sein Mandat trotz mehrfacher Wiederwahl immer wieder für erloschen erklärt werden                                                                        |
| Hausner Otto                          | Galizien          | Großgrundbesitz                     |                                                                  | am 8. Februar 1878 angelobt |
| Haweler Franz                         | Böhmen            | Städte                              | Kolin, Poděbrad etc.                                             | erschien aus politischen Gründen niemals im Abgeordnetenhaus, weswegen sein Mandat trotz mehrfacher Wiederwahl immer wieder für erloschen erklärt wurde                                                                         |
| Hecke Wenzel                          | Böhmen            | Landgemeinden                       | Carlsbad, Joachimsthal etc.                                      | am 30. Oktober 1874 angelobt, Mandatsverzicht in der Sitzung am 4. September 1877 verkündet |
| Heilsberg Josef Alfred                | Steiermark        | Städte                              | Bruck, Leoben, Aflenz, Frohnleiten etc.                          | |
| Heinrich Josef                        | Böhmen            | Landgemeinden                       | Saaz, Komotau, Brüx, Teplitz etc.                                | |
| Heinz Anton                           | Schlesien         | Städte / Handels- und Gewerbekammer | Troppau / Troppau                                                | |
| Held Gustav                           | Niederösterreich  | Landgemeinden                       | St. Pölten, Mölk, Lilienfeld, Tulln etc.                         | Mandatsverzicht in der Sitzung am 22. Oktober 1878 verkündet |
| Helferstorfer Othmar                  | Niederösterreich  | Großgrundbesitz                     |                                                                  | Mandatsverzicht mit Schreiben vom 20. Jänner 1874 |
| Herbst Eduard                         | Böhmen            | Landgemeinden                       | Tescgen, Rumburg, Zwickau, Schluckenau etc.                      | |
| Herman Michael                        | Steiermark        | Landgemeinden                       | Pettau, Rohitsch, Luttenberg etc.                                | |
| Hessler Lambert                       | Böhmen            | Städte                              | Pisek, Taus, Wolin etc.                                          | erschien aus politischen Gründen niemals im Abgeordnetenhaus, weswegen sein Mandat trotz mehrfacher Wiederwahl immer wieder für erloschen erklärt wurde                                                                         |
| Hevera Vinzenz                        | Böhmen            | Landgemeinden                       | Kolin, Poděbrad etc.                                             | erschien aus politischen Gründen niemals im Abgeordnetenhaus, weswegen sein Mandat trotz mehrfacher Wiederwahl immer wieder für erloschen erklärt wurde                                                                         |
| Hippoliti Luigi                       | Tirol             | Landgemeinden                       | Trient, Cembra, Borgo etc.                                       | am 19. Oktober 1877 angelobt |
| Hofer Andreas                         | Tirol             | Großgrundbesitz                     | zweiter Wahlkörper                                               | am 1. Mai 1877 angelobt |
| Hoffer Karl                           | Niederösterreich  | Städte                              | Wien, IX. Bezirk                                                 | |
| Hohenwart Karl                        | Krain             | Landgemeinden                       | Krainburg, Stein, Radmannsdorf etc.                              | |
| Holzer Josef                          | Kärnten           | Landgemeinden                       | St. Veit, Friesach, Wolfsberg etc.                               | |
| Hopfen Franz von                      | Mähren            | Großgrundbesitz                     |                                                                  | |
| Hormuzaki Georg                       | Bukowina          | Großgrundbesitz                     | zweiter Wahlkörper                                               | am 3. Februar 1874 angelobt |
| Horodyski Tomasz                      | Galizien          | Großgrundbesitz                     |                                                                  | |
| Hoszard Franciszek                    | Galizien          | Landgemeinden                       | Bochina, Bresko etc.                                             | Mandatsverzicht mit Schreiben vom 1. Dezember 1877 |
| Hotschevar Martin                     | Krain             | Städte                              | Rudolfswerth, Weixelburg etc.                                    | |
| Hönigsmann Oswald                     | Galizien          | Städte                              | Kolomea, Buczacz                                                 | |
| Isbary Rudolf                         | Niederösterreich  | Handels- und Gewerbekammer          | Wien                                                             | |
| Jaksch von Wartenhorst Friedrich      | Böhmen            | Großgrundbesitz                     |                                                                  | am 22. Oktober 1878 angelobt |
| Janda Václav                          | Böhmen            | Landgemeinden                       | Raudnitz, Laun, Melnik, Schlan etc.                              | erschien aus politischen Gründen niemals im Abgeordnetenhaus, weswegen sein Mandat am 10. Dezember 1873 für erloschen erklärt wurde                                                                                             |
| Janowski Ambroży                      | Galizien          | Landgemeinden                       | Żółkiew, Sokal, Rawa etc.                                        | |
| Jasiński Josef                        | Galizien          | Landgemeinden                       | Jasło, Gorlice, Krosno etc.                                      | |
| Jaworski Apolinary                    | Galizien          | Großgrundbesitz                     |                                                                  | |
| Jenison-Walworth Friedrich            | Mähren            | Großgrundbesitz                     |                                                                  | am 25. September 1877 angelobt |
| Jeřábek František                     | Böhmen            | Landgemeinden                       | Jungbunzlau, Nimburg, Turnau, Münchengrätz etc.                  | erschien aus politischen Gründen niemals im Abgeordnetenhaus, weswegen sein Mandat trotz mehrfacher Wiederwahl immer wieder für erloschen erklärt wurde                                                                         |
| Jeřábek Jan                           | Böhmen            | Landgemeinden                       | Königgrätz, Jaroměř, Neustadt etc.                               | erschien aus politischen Gründen niemals im Abgeordnetenhaus, weswegen sein Mandat trotz Wiederwahl jeweils für erloschen erklärt wurde                                                                                         |
| Jessernig Gabriel von                 | Kärnten           | Städte                              | Klagenfurt                                                       | Mandatsverzicht mit Schreiben vom 24. Dezember 1878 |
| Jungbauer Johann                      | Böhmen            | Landgemeinden                       | Prachatic, Neuern, Schütthofen etc.                              | am 10. November 1873 angelobt, wobei sein Mandat aufgrund der mit 10. Dezember 1873 festgestellten Ungültigkeit der Wahl erlosch                                                                                                |
| Juzyczyński Antoni                    | Galizien          | Landgemeinden                       | Przemyśl, Bircza, Mościska etc.                                  | |
| Kabat Maurycy von                     | Galizien          | Großgrundbesitz                     |                                                                  | |
| Kaczała Stefan                        | Galizien          | Städte                              | Tarnów, Bochnia                                                  | |
| Kainzl Edmund                         | Böhmen            | Landgemeinden                       | Karolinenthal, Brandis, Eule etc.                                | erschien aus politischen Gründen niemals im Abgeordnetenhaus, weswegen sein Mandat trotz mehrfacher Wiederwahl jeweils für erloschen erklärt wurde                                                                              |
| Kaiser Ignaz                          | Niederösterreich  | Landgemeinden                       | Korneuburg, Oberhollabrunn, Retz etc.                            | |
| Kallir Nathan                         | Galizien          | Handels- und Gewerbekammer          | Brody                                                            | |
| Kálnoky Bela                          | Mähren            | Großgrundbesitz                     |                                                                  | Mandatsverzicht in der Sitzung am 22. Oktober 1878 verkündet |
| Kamiński Ignacy                       | Galizien          | Städte                              | Stanislau, Tysmenica etc.                                        | am 10. November 1873 angelobt |
| Kardasch Gregor                       | Böhmen            | Städte                              | Krumau, Kaplitz etc.                                             | Mandatsverzicht in der Sitzung am 19. Oktober 1875 verkündet, nach Wiederwahl am 23. November 1875 neuerlich angelobt. Neuerlicher Mandatsverzicht mit Schreiben vom 22. April 1877                                             |
| Karlon Alois                          | Steiermark        | Landgemeinden                       | Leibnitz, Deutsch-Landsberg etc.                                 | |
| Keil Franz                            | Salzburg          | Städte / Handels- und Gewerbekammer | Salzburg                                                         | |
| Keller Eduard                         | Dalmatien         | Höchstbesteuerte                    |                                                                  | am 10. November 1873 angelobt, Mandatsverzicht in der Sitzung am 19. Oktober 1875 verkündet |
| Kellersperg Ernst                     | Steiermark        | Großgrundbesitz                     |                                                                  | am 5. November 1873 angelobt, am 22. April 1879 verstorben |
| Khevenhüller-Metsch Johann Karl       | Böhmen            | Großgrundbesitz                     |                                                                  | Mandatsverzicht mit Schreiben vom 13. Mai 1878 |
| Kielmansegg Karl                      | Niederösterreich  | Großgrundbesitz                     |                                                                  | |
| Kinsky Friedrich Karl                 | Böhmen            | Landgemeinden                       | Reichenau, Senftenberg, Wildenschwert etc.                       | erschien aus politischen Gründen niemals im Abgeordnetenhaus, weswegen sein Mandat trotz mehrfacher Wiederwahl jeweils für erloschen erklärt wurde                                                                              |
| Kinsky Christian                      | Niederösterreich  | Großgrundbesitz                     |                                                                  | |
| Kirchmayer Julian                     | Galizien          | Landgemeinden                       | Krakau, Wieliczka etc.                                           | am 24. April 1874 verstorben |
| Klaić Miho                            | Dalmatien         | Landgemeinden                       | Zara, Pago, Arbe, Bencovac etc.                                  | zunächst nicht angelobt, wobei seine Wahl zudem in der Sitzung am 10. Dezember 1873 annulliert wurde. Nach seiner Wiederwahl am 21. März 1874 angelobt                                                                          |
| Klaudy Karel Leopold von              | Böhmen            | Städte                              | Prag, Altstadt                                                   | erschien aus politischen Gründen niemals im Abgeordnetenhaus, weswegen sein Mandat trotz mehrfacher Wiederwahl jeweils für erloschen erklärt wurde                                                                              |
| Kleisl Johann                         | Böhmen            | Städte                              | Pilsen                                                           | erschien aus politischen Gründen niemals im Abgeordnetenhaus, weswegen sein Mandat trotz mehrfacher Wiederwahl jeweils für erloschen erklärt wurde                                                                              |
| Klepsch Adolf                         | Böhmen            | Städte                              | Rumburg, Schönlinde etc.                                         | am 10. November 1873 angelobt |
| Kletečka Emanuel                      | Böhmen            | Städte                              | Tabor, Patzau etc.                                               | erschien aus politischen Gründen niemals im Abgeordnetenhaus, weswegen sein Mandat trotz Wiederwahl für erloschen erklärt wurde                                                                                                 |
| Klier Franz                           | Böhmen            | Städte                              | Tetschen, Bodenbach etc.                                         | |
| Klimesch Klimeš                       | Böhmen            | Landgemeinden                       | Chrudim, Pardubic etc.                                           | erschien aus politischen Gründen niemals im Abgeordnetenhaus, weswegen sein Mandat trotz mehrfacher Wiederwahl jeweils für erloschen erklärt wurde                                                                              |
| Klinkosch Heinrich                    | Oberösterreich    | Städte                              | Ried, Braunau, Mattighofen, Schärding etc.                       | am 21. Jänner 1874 angelobt |
| Kochanowski von Stawczan Anton        | Bukowina          | Städte                              | Czernowitz                                                       | |
| Königsmann Oswald                     | Galizien          | Städte                              | Kołomyja, Sniatyn, Buczacz                                       | |
| Konopka Henryk                        | Galizien          | Großgrundbesitz                     |                                                                  | am 12. Dezember 1876 angelobt |
| Köpl Mathias                          | Böhmen            | Landgemeinden                       | Krumau, Kaplitz, Neuhaus etc.                                    | am 5. Februar 1875 angelobt |
| Kopp Josef                            | Niederösterreich  | Städte                              | Wien, VI. Bezirk                                                 | |
| Korb von Weidenheim Karl              | Böhmen            | Großgrundbesitz                     |                                                                  | Mandatsverzicht in der Sitzung am 22. Oktober 1878 verkündet |
| Kotz von Dobrž Ferdinand              | Böhmen            | Großgrundbesitz                     |                                                                  | |
| Kotz von Dobrž Wilhelm                | Böhmen            | Großgrundbesitz                     |                                                                  | am 22. Oktober 1878 angelobt |
| Kowalski Bazyli                       | Galizien          | Landgemeinden                       | Stryi, Drohobycz etc.                                            | |
| Kozłowski Sigmund                     | Galizien          | Großgrundbesitz                     |                                                                  | |
| Kralert Franz                         | Böhmen            | Landgemeinden                       | Tabor, Pilgram etc.                                              | erschien aus politischen Gründen niemals im Abgeordnetenhaus, weswegen sein Mandat trotz Wiederwahl für Erloschen erklärt wurde                                                                                                 |
| Krasicki Jan Kanty Maria              | Galizien          | Landgemeinden                       | Jaroslau, Cieszanow etc.                                         | |
| Krasicki Josef                        | Galizien          | Landgemeinden                       | Brody, Kamionka, etc-                                            | |
| Kratochwile Johann                    | Böhmen            | Landgemeinden                       | Tabor, Pilgram etc.                                              | erschien aus politischen Gründen niemals im Abgeordnetenhaus, weswegen sein Mandat für erloschen erklärt wurde |
| Kronawetter Ferdinand                 | Niederösterreich  | Städte                              | Wien, VIII. Bezirk                                               | |
| Krosta Josef                          | Böhmen            | Landgemeinden                       | Pilsen                                                           | erschien aus politischen Gründen niemals im Abgeordnetenhaus, weswegen sein Mandat für erloschen erklärt wurde |
| Krynicki Lucian                       | Galizien          | Landgemeinden                       | Sambor, Staremiasto, Turka, etc                                  | |
| Krzeczunowicz Kornel                  | Galizien          | Großgrundbesitz                     |                                                                  | am 20. Februar 1874 angelobt |
| Krzyjanowski Gabriel                  | Galizien          | Landgemeinden                       | Buczacz, Czortków                                                | |
| Kübeck Guido                          | Steiermark        | Landgemeinden                       | Graz, Voitsberg etc.                                             | |
| Kübeck Max                            | Mähren            | Großgrundbesitz                     |                                                                  | |
| Kuranda Ignaz                         | Niederösterreich  | Städte                              | Wien, I. Bezirk                                                  | |
| Kusý Wolfgang                         | Mähren            | Landgemeinden                       | Brünn, Wischau etc.                                              | am 20. Oktober 1874 angelobt |
| Kutschera Karl                        | Böhmen            | Großgrundbesitz                     |                                                                  | am 23. Oktober 1877 angelobt |
| Ladenburg Ludwig                      | Böhmen            | Großgrundbesitz                     |                                                                  | 1877 verstorben |
| Landau Joachim                        | Galizien          | Städte                              | Brody, Złoczów etc.                                              | am 26. Juli 1878 verstorben |
| Langer-Podgoro Franz Victor           | Krain             | Großgrundbesitz                     |                                                                  | am 20. Oktober 1874 angelobt |
| Lapenna Alois von                     | Dalmatien         | Landgemeinden                       | Spalato, Brazza, Lesina, Lissa                                   | am 10. November 1873 angelobt, Mandatsverzicht in der Sitzung am 19. Oktober 1875 verkündet |
| Latzel Adolf                          | Schlesien         | Großgrundbesitz                     |                                                                  | Mandatsverzicht in der Sitzung am 22. Oktober 1878 verkündet |
| Leinner Heinrich                      | Böhmen            | Großgrundbesitz                     |                                                                  | |
| Łępkowski Maximilian                  | Galizien          | Großgrundbesitz                     |                                                                  | am 10. November 1873 angelobt |
| Liebig Franz von                      | Böhmen            | Städte                              | Reichenberg                                                      | |
| Liechtenstein Aloys, Prinz von und zu | Salzburg          | Großgrundbesitz                     |                                                                  | am 22. Oktober 1878 angelobt |
| Lienbacher Georg                      | Salzburg          | Landgemeinden                       | Salzburg, Golling etc.                                           | |
| Ljubiša Stjepan Mitrov                | Dalmatien         | Landgemeinden                       | Cattaro, Risano, Budua                                           | am 13. November 1873 angelobt, am 11. November 1878 verstorben |
| Lobkowitz Georg Christian             | Böhmen            | Städte                              | Jungbunzlau, Turnau etc.                                         | erschien aus politischen Gründen niemals im Abgeordnetenhaus, weswegen sein Mandat trotz mehrfacher Wiederwahl jeweils für erloschen erklärt wurde                                                                              |
| Löffler Wenzel                        | Böhmen            | Landgemeinden                       | Karlsbad, Joachimsthal etc.                                      | Mandatsverzicht in der Sitzung am 20. Oktober 1874 verkündet |
| Loudon Ernst                          | Mähren            | Großgrundbesitz                     |                                                                  | Mandatsverzicht mit Schreiben vom 27. Juni 1877 |
| Lumbe Karl                            | Böhmen            | Großgrundbesitz                     |                                                                  | am 23. November 1873 angelobt |
| Lustkandl Wenzel                      | Niederösterreich  | Städte                              | Baden, Mödling, Schwechat etc.                                   | am 10. Dezember 1878 angelobt |
| Mackowitz Alois                       | Tirol             | Großgrundbesitz                     | zweiter Wahlkörper                                               | am 23. April 1877 angelobt |
| Madejewski Feliks                     | Galizien          | Städte                              | Sambor, Stryi, Drohobycz                                         | Wahl am 10. Dezember 1873 annulliert |
| Magg Julius                           | Steiermark        | Handels- und Gewerbekammer          | Graz                                                             | am 19. Oktober 1876 angelobt |
| Marchetti Jakob                       | Tirol             | Landgemeinden                       | Roveredo, Riva, Tione etc.                                       | Mandatsverzicht mit Schreiben vom 23. Juni 1877 aus politischen Gründen |
| Mašek Josef                           | Böhmen            | Landgemeinden                       | Jičín, Hořic, Starkenbach                                        | erschien aus politischen Gründen niemals im Abgeordnetenhaus, weswegen sein Mandat trotz mehrfacher Wiederwahl jeweils für erloschen erklärt wurde                                                                              |
| Mattuš Karel                          | Böhmen            | Städte                              | Jungbunzlau, Turnau etc.                                         | 1878 zum Abgeordneten gewählt |
| Mauthner Max                          | Niederösterreich  | Handels- und Gewerbekammer          | Wien                                                             | am 18. März 1879 angelobt |
| Mayer Ernst                           | Böhmen            | Landgemeinden                       | Prachatitz, Schüttenhofen, Oberplan etc.                         | am 4. März 1874 angelobt |
| Mayerhofer Franz                      | Niederösterreich  | Städte                              | Wien, I. Bezirk                                                  | Mandatsverzicht in der Sitzung am 20. Oktober 1874 verkündet, wobei er vor der Sitzung bereits verstorben war |
| Meißler Anton                         | Böhmen            | Städte                              | Leitmeritz, Lobositz etc.                                        | |
| Melchiori Josef                       | Tirol             | Großgrundbesitz                     | zweiter Wahlkörper                                               | am 5. November 1873 angelobt, Mandatsverzicht mit Schreiben vom 19. Februar 1877 |
| Mendelsburg Albert                    | Galizien          | Handels- und Gewerbekammer          | Krakau                                                           | am 5. November 1873 angelobt |
| Mendini Cölestin                      | Tirol             | Städte                              | Trient, Cles etc.                                                | am 27. Oktober 1874 angelobt, Mandatsverzicht mit Schreiben vom 23. Juni 1877 aus politischen Gründen |
| Menger Max                            | Schlesien         | Städte                              | Jägerndorf, Olbersdorf, Freiwaldau etc.                          | am 25. Jänner 1875 angelobt |
| Meznik Antonín                        | Mähren            | Landgemeinden                       | Iglau, Trebitsch etc.                                            | am 21. Jänner 1874 angelobt |
| Mieroszowskiv Stanisław               | Galizien          | Landgemeinden                       | Krakau, Wieliczka etc.                                           | am 20. Oktober 1874 angelobt |
| Milde Josef                           | Böhmen            | Städte                              | Příbram, Dobříš, Blatna, etc                                     | erschien aus politischen Gründen niemals im Abgeordnetenhaus, weswegen sein Mandat trotz mehrfacher Wiederwahl jeweils für erloschen erklärt wurde                                                                              |
| Mildschuh Vilibald                    | Mähren            | Landgemeinden                       | Kremsier, Prerau, Proßnitz etc.                                  | am 21. Jänner 1874 angelobt |
| Mises Hermann                         | Galizien          | Städte                              | Sambor, Stryi, Drohobycz                                         | am 21. Jänner 1874 angelobt |
| Monti Lovro                           | Dalmatien         | Landgemeinden                       | Sebenico, Berlicca, Knin                                         | am 21. Jänner 1874 angelobt |
| Moritsch Anton                        | Kärnten           | Städte                              | Villach, Hermagor, Tarvis, Spittal, Obervellach etc.             | am 15. Februar 1876 angelobt |
| Moro Leopold                          | Kärnten           | Städte                              | Klagenfurt                                                       | am 18. März 1879 angelobt |
| Nabergoj Ivan                         | Triest            | Städte                              | vierter Wahlkörper und Gebiet Triest                             | |
| Naumowicz Jan                         | Galizien          | Landgemeinden                       | Tarnopol, Zbaraj, Skałat etc.                                    | |
| Negrelli Nicolo                       | Tirol             | Landgemeinden                       | Cles, Fondo, Cavalese etc.                                       | am 12. Oktober 1877 angelobt |
| Neubauer Franz                        | Böhmen            | Landgemeinden                       | Deutschbrod, Polna, Ledeč etc.                                   | erschien aus politischen Gründen niemals im Abgeordnetenhaus, weswegen sein Mandat trotz Wiederwahl jeweils für erloschen erklärt wurde                                                                                         |
| Neumann Wenzel                        | Böhmen            | Landgemeinden                       | Reichenberg, Böhmisch-Aicha, Gablonz etc.                        | |
| Neumann Stanislav                     | Böhmen            | Städte                              | Příbram, Dobříš, Blatna, etc                                     | erschien aus politischen Gründen niemals im Abgeordnetenhaus, weswegen sein Mandat trotz Wiederwahl jeweils für erloschen erklärt wurde                                                                                         |
| Neumayer Mathias                      | Salzburg          | Landgemeinden                       | St. Johann, Tamsweg, Zell am See etc.                            | |
| Neuwirth Josef                        | Mähren            | Handels- und Gewerbekammer          | Brünn                                                            | |
| Nischelwitzer Oswald                  | Kärnten           | Landgemeinden                       | Spittal, Gmünd, Hermagor etc.                                    | |
| Nitsche Friedrich                     | Böhmen            | Städte                              | Krumau, Kaplitz etc.                                             | am 6. Juli 1877 angelobt |
| Nittinger Robert                      | Böhmen            | Landgemeinden                       | Smichow, Rakonitz etc.                                           | erschien aus politischen Gründen niemals im Abgeordnetenhaus, weswegen sein Mandat für erloschen erklärt wurde |
| Novak Franz                           | Böhmen            | Landgemeinden                       | Smichow, Königsaal, Rakonitz etc.                                | erschien aus politischen Gründen niemals im Abgeordnetenhaus, weswegen sein Mandat für erloschen erklärt wurde |
| Obentraut Adolf von                   | Böhmen            | Landgemeinden                       | Karlsbad, Joachimsthal etc.                                      | am 25. September 1877 angelobt |
| Oberleithner Eduard                   | Mähren            | Landgemeinden                       | Olmütz, Sternberg, Schönberg etc.                                | |
| Oelz Josef Anton                      | Vorarlberg        | Landgemeinden                       | Bregenz, Bregenzerwald, Dornbirn                                 | am 21. November 1873 angelobt |
| Ofner Johann                          | Niederösterreich  | Städte                              | St. Pölten, Scheibs, Klosterneuburg etc.                         | |
| Oliva Alois                           | Böhmen            | Städte                              | Karolinenthal, Wysehrad, Smichow etc.                            | erschien aus politischen Gründen niemals im Abgeordnetenhaus, weswegen sein Mandat trotz mehrfacher Wiederwahl jeweils für erloschen erklärt wurde                                                                              |
| Oppenheimer Ludwig von                | Böhmen            | Großgrundbesitz                     |                                                                  | |
| Ozarkiewicz Jan                       | Galizien          | Landgemeinden                       | Kołomyja, Kosow, Sniatyn etc.                                    | |
| Pacher von Theinburg Gustav           | Kärnten           | Handels- und Gewerbekammer          | Klagenfurt                                                       | am 26. April 1877 angelobt |
| Panowsky Karl                         | Mähren            | Städte                              | Znaim, Datschitz, Nikolsburg etc.                                | am 19. Oktober 1876 angelobt |
| Pauer Johann Paul                     | Steiermark        | Großgrundbesitz                     |                                                                  | |
| Pavlinović Mihovil                    | Dalmatien         | Landgemeinden                       | Sign, Imoschi, Macarsca etc.                                     | am 19. November 1873 angelobt |
| Pawlikow Theophil                     | Galizien          | Landgemeinden                       | Brzeżany, Rohatyn, Podhayce etc.                                 | |
| Peez Alexander                        | Böhmen            | Handels- und Gewerbekammer          | Reichenberg                                                      | am 19. Oktober 1876 angelobt |
| Perger von Pergenau Heinrich          | Niederösterreich  | Städte                              | Baden, Mödling, Schwechat etc.                                   | am 25. September 1878 verstorben |
| Petrino Alexander von                 | Bukowina          | Großgrundbesitz                     | zweiter Wahlkörper                                               | am 10. November 1873 angelobt, Mandatsverzicht in der Sitzung am 19. Oktober 1876 verkündet |
| Petritsch Mathias                     | Kärnten           | Landgemeinden                       | Villach, Rosegg, Ferlach etc.                                    | |
| Petrowicz Vincenz                     | Galizien          | Großgrundbesitz                     |                                                                  | am 5. November 1873 angelobt |
| Petruszewicz Antoni                   | Galizien          | Landgemeinden                       | Kałusz, Dolina, Bóbrka etc.                                      | |
| Pfeifer Wilhelm                       | Krain             | Landgemeinden                       | Rudolfswerth, Gurkfeld, Tschernembl etc.                         | |
| Pflügl Albert                         | Oberösterreich    | Landgemeinden                       | Wels, Vöcklabruck etc.                                           | |
| Pillersdorff Hermann von              | Mähren            | Großgrundbesitz                     |                                                                  | |
| Pino von Friedenthal Felix            | Bukowina          | Landgemeinden                       | Wiznitz, Putilla, Kotzman etc.                                   | |
| Pirko Karl                            | Niederösterreich  | Landgemeinden                       | St. Pölten, Mölk, Lilienfeld, Tulln etc.                         | am 10. Dezember 1878 angelobt |
| Pirquet Peter                         | Niederösterreich  | Großgrundbesitz                     |                                                                  | am 27. Februar 1874 angelobt |
| Planck von Planckburg Eduard          | Oberösterreich    | Großgrundbesitz                     |                                                                  | Wahl am 18. Dezember 1874 annulliert, am 9. Februar 1875 nach Wiederwahl neuerlich angelobt |
| Platzer Vilém                         | Böhmen            | Landgemeinden                       | Budweis, Wittingau, Moldauthein etc.                             | erschien aus politischen Gründen niemals im Abgeordnetenhaus, weswegen sein Mandat trotz mehrfacher Wiederwahl jeweils für erloschen erklärt wurde                                                                              |
| Plener Ernst                          | Böhmen            | Handels- und Gewerbekammer          | Eger                                                             | |
| Poche-Lettmayer Eugen                 | Mähren            | Großgrundbesitz                     |                                                                  | am 23. April 1877 angelobt |
| Polanowski Stanisław                  | Galizien          | Großgrundbesitz                     |                                                                  | am 10. November 1873 angelobt, Mandatsverzicht in der Sitzung am 20. Oktober 1874 verkündet |
| Polesini Johann Paul                  | Istrien           | Landgemeinden                       | Parenzo, Capo D'Istria, Pola etc.                                | |
| Porenta Carlo                         | Triest            | Städte                              | erster Wahlkörper                                                | Mandatsverzicht in der Sitzung am 19. Oktober 1876 verkündet |
| Portugall Ferdinand                   | Steiermark        | Städte                              | Graz, Vorstädte                                                  | |
| Posch Alois                           | Steiermark        | Landgemeinden                       | Bruck, Leoben etc.                                               | am 25. Jänner 1877 angelobt |
| Posselt Kajetan                       | Böhmen            | Großgrundbesitz                     |                                                                  | |
| Prachenský Josef Stanislav            | Böhmen            | Städte                              | Jičín, Sobotka etc.                                              | erschien aus politischen Gründen niemals im Abgeordnetenhaus, weswegen sein Mandat trotz mehrfacher Wiederwahl jeweils für erloschen erklärt wurde                                                                              |
| Prato Johann                          | Tirol             | Städte                              | Trient, Cles etc.                                                | Mandatsverzicht in der Sitzung am 20. Oktober 1874 verkündet |
| Pražák Alois                          | Mähren            | Landgemeinden                       | Boskowitz, Tischnowitz, Neustadtl etc.                           | am 21. Jänner 1874 angelobt |
| Promber Adolf                         | Mähren            | Städte                              | Kremsier, Ungarisch-Hradisch etc.                                | |
| Proskowetz Emanuel                    | Mähren            | Handels- und Gewerbekammer          | Olmütz                                                           | |
| Rainer Bernhard                       | Steiermark        | Landgemeinden                       | Bruck, Leoben etc.                                               | am 3. November 1876 verstorben |
| Rapp Johann                           | Tirol             | Landgemeinden                       | Schwaz, Kufstein, Kitzbichl etc.                                 | am 21. Jänner 1874 angelobt, Mandatsverzicht in der Sitzung am 18. März 1875 verkündet |
| Razlag Radoslav                       | Krain             | Landgemeinden                       | Adelsberg, Planina etc.                                          | |
| Rechbauer Karl                        | Steiermark        | Städte                              | Graz                                                             | |
| Renney von Herzeny Orestes            | Bukowina          | Landgemeinden                       | Radautz, Suczawa, Kimpolung etc.                                 | |
| Richter Franz                         | Böhmen            | Städte                              | Schluckenau, Hainspach etc.                                      | |
| Rieger František Ladislav             | Böhmen            | Städte                              | Prag, Neustadt                                                   | erschien aus politischen Gründen niemals im Abgeordnetenhaus, weswegen sein Mandat trotz mehrfacher Wiederwahl jeweils für erloschen erklärt wurde                                                                              |
| Riese-Stallburg Antonín von           | Böhmen            | Großgrundbesitz                     |                                                                  | |
| Ritter Valerius                       | Kärnten           | Städte                              | St. Veit, Friesach, Wolfsberg etc.                               | |
| Rodler Wilhelm                        | Niederösterreich  | Landgemeinden                       | Hernals, Klosterneuburg etc.                                     | |
| Rohrmann Moritz                       | Schlesien         | Großgrundbesitz                     |                                                                  | am 22. Oktober 1878 angelobt |
| Rosenauer Wenzel                      | Böhmen            | Landgemeinden                       | Krumau, Kaplitz, Neuhaus etc.                                    | 1874 verstorben |
| Roser Franz                           | Böhmen            | Landgemeinden                       | Trautenau, Hohenelbe etc.                                        | |
| Roth Karl                             | Böhmen            | Städte                              | Časlau, Kuttenberg etc.                                          | erschien aus politischen Gründen niemals im Abgeordnetenhaus, weswegen sein Mandat trotz mehrfacher Wiederwahl jeweils für erloschen erklärt wurde                                                                              |
| Rubinstein Isaak                      | Bukowina          | Handels- und Gewerbekammer          | Czernowitz                                                       | am 1. September 1878 verstorben |
| Ruczka Ludwik                         | Galizien          | Großgrundbesitz                     |                                                                  | am 10. November 1873 angelobt |
| Russ Victor Wilhelm                   | Böhmen            | Landgemeinden                       | Leitmeritz, Wegstädtl, Aussig etc.                               | |
| Rydzowski Andrzej                     | Galizien          | Städte                              | Krakau                                                           | am 27. Oktober 1874 angelobt |
| Ryger Anton                           | Mähren            | Städte                              | Weißkirchen, Leipnik etc.                                        | |
| Rylski Eustach                        | Galizien          | Großgrundbesitz                     |                                                                  | am 5. November 1873 angelobt |
| Salm-Reifferscheid Louis              | Böhmen            | Großgrundbesitz                     |                                                                  | |
| Sandner Johann                        | Böhmen            | Landgemeinden                       | Eger, Asch, Graßlitz etc.                                        | |
| Sandrinelli Josef                     | Triest            | Städte                              | zweiter und dritter Wahlkörper                                   | |
| Sanguszko Eustachy Stanisław          | Galizien          | Landgemeinden                       | Tarnow, Pilsno, Dombrowa etc.                                    | |
| Saxinger Eduard                       | Oberösterreich    | Städte                              | Linz, Urfahr etc.                                                | |
| Schaffer Adolf                        | Krain             | Handels- und Gewerbekammer          | Laibach                                                          | |
| Scharschmid von Adlertreu Max         | Böhmen            | Großgrundbesitz                     |                                                                  | |
| Schaup Wilhelm                        | Oberösterreich    | Handels- und Gewerbekammer          | Linz, Urfahr etc.                                                | |
| Schier Josef                          | Böhmen            | Handelskammer                       | Budweis                                                          | |
| Schimaczek Franz                      | Böhmen            | Landgemeinden                       | Karolinenthal, Brandeis etc.                                     | erschien aus politischen Gründen niemals im Abgeordnetenhaus, weswegen sein Mandat für erloschen erklärt wurde |
| Schöffel Josef                        | Niederösterreich  | Landgemeinden                       | Hietzing, Bruck, Schwechat etc.                                  | |
| Schönerer Georg                       | Niederösterreich  | Landgemeinden                       | Zwettl, Waidhofen a.d. Thaya, Dobersberg etc.                    | Mandatsverzicht mit Schreiben vom 20. Jänner 1977, am 9. März 1877 nach Wiederwahl neuerlich angelobt |
| Schrank Johann Ferdinand              | Niederösterreich  | Städte                              | Wien, VII. Bezirk                                                | |
| Schrems Johann                        | Oberösterreich    | Landgemeinden                       | Ried, Braunau etc.                                               | |
| Schürer Franz                         | Niederösterreich  | Landgemeinden                       | Krems, Mautern, Horn etc.                                        | |
| Schwab Adolf                          | Böhmen            | Handels- und Gewerbekammer          | Prag                                                             | |
| Schwarzenberg Karl                    | Böhmen            | Landgemeinden                       | Selčan, Mühlhausen, Beneschau etc.                               | erschien aus politischen Gründen niemals im Abgeordnetenhaus, weswegen sein Mandat trotz mehrfacher Wiederwahl jeweils für erloschen erklärt wurde                                                                              |
| Seidemann Heinrich                    | Böhmen            | Städte                              | Gablonz, Liebenau etc.                                           | am 10. November 1873 angelobt |
| Seidl Konrad                          | Steiermark        | Landgemeinden                       | Marburg, Gonobitz, Windischgrätz etc.                            | |
| Seutter von Lötzen Friedrich Karl     | Niederösterreich  | Städte                              | Wien, I. Bezirk                                                  | am 22. Oktober 1874 angelobt |
| Seyffertitz Gebhard                   | Tirol             | Landgemeinden                       | Bozen, Meran etc.                                                | am 29. Oktober 1875 angelobt. Aufgrund seines andauernden Nichterscheinens wurde sein Mandat in der Sitzung vom 6. März 1877 für erloschen erklärt                                                                              |
| Siegl Eduard                          | Schlesien         | Landgemeinden                       | Freudenthal, Beunisch, Freiwaldau etc.                           | |
| Škarda Jakub                          | Böhmen            | Städte                              | Pisek, Taus etc.                                                 | erschien aus politischen Gründen niemals im Abgeordnetenhaus, weswegen sein Mandat für erloschen erklärt wurde |
| Skene Alfred                          | Niederösterreich  | Handels- und Gewerbekammer          | Wien                                                             | am 21. Oktober 1875 angelobt, Mandatsverzicht mit Schreiben vom 29. Jänner 1879 |
| Skopec Adolf                          | Böhmen            | Landgemeinden                       | Příbram, Hořowitz etc.                                           | erschien aus politischen Gründen niemals im Abgeordnetenhaus, weswegen sein Mandat trotz mehrfacher Wiederwahl jeweils für erloschen erklärt wurde                                                                              |
| Skrbenský z Hříště Philipp            | Mähren            | Großgrundbesitz                     |                                                                  | Mandatsverzicht mit Schreiben vom 19. März 1877 |
| Skrejšovský František                 | Böhmen            | Landgemeinden                       | Königgrätz, Jaroměř, Neustadt etc.                               | erschien aus politischen Gründen niemals im Abgeordnetenhaus, weswegen sein Mandat für erloschen erklärt wurde |
| Skrzyński Ludwik                      | Galizien          | Großgrundbesitz                     |                                                                  | am 1. Februar 1875 angelobt |
| Sladkowsky Karl                       | Böhmen            | Landgemeinden                       | Kolin, Poděbrad etc.                                             | erschien aus politischen Gründen niemals im Abgeordnetenhaus, weswegen sein Mandat trotz mehrfacher Wiederwahl jeweils für erloschen erklärt wurde                                                                              |
| Smarzewski Seweryn Walenty            | Galizien          | Großgrundbesitz                     |                                                                  | am 5. November 1873 angelobt |
| Smolka Franciszek                     | Galizien          | Städte                              | Lemberg                                                          | Mandatsverzicht mit Schreiben vom 18. Oktober 1877 |
| Spaun Max                             | Oberösterreich    | Städte                              | Freistadt, Perg, Rohrbach, Enns etc.                             | am 22. Oktober 1878 angelobt |
| Spens Emanuel                         | Schlesien         | Großgrundbesitz                     |                                                                  | |
| Spiegel Christoph                     | Niederösterreich  | Großgrundbesitz                     |                                                                  | am 18. Dezember 1874 angelobt, am 8. Februar 1876 verstorben |
| Srb Franz                             | Böhmen            | Landgemeinden                       | Smichow, Königsaal, Rakonitz etc.                                | erschien aus politischen Gründen niemals im Abgeordnetenhaus, weswegen sein Mandat für erloschen erklärt wurde |
| Šrom František Alois                  | Mähren            | Landgemeinden                       | Wallachisch-Meseritsch, Ungarisch-Brod, Misek etc.               | am 23. Jänner 1874 angelobt |
| Steffens Peter                        | Böhmen            | Großgrundbesitz                     |                                                                  | |
| Steidl Anton                          | Böhmen            | Landgemeinden                       | Pilsen, Kralowic, Klattau etc.                                   | erschien aus politischen Gründen niemals im Abgeordnetenhaus, weswegen sein Mandat für erloschen erklärt wurde |
| Sternbach Ferdinand                   | Tirol             | Landgemeinden                       | Innsbruck, Mieders, Sterzing etc.                                | am 5. November 1873 angelobt |
| Steudel Johann                        | Niederösterreich  | Städte                              | Wien, V. Bezirk                                                  | |
| Stockert Karl                         | Kärnten           | Landgemeinden                       | Klagenfurt, Völkermarkt etc.                                     | Mandatsverzicht in der Sitzung am 4. September 1877 verkündet |
| Stöhr Anton                           | Böhmen            | Städte                              | Mies, Kladrau etc.                                               | |
| Stradi Razario                        | Istrien           | Großgrundbesitz                     |                                                                  | am 16. September 1877 angelobt |
| Streer von Streeruwitz Adolf          | Böhmen            | Landgemeinden                       | Mies, Bischofteinitz, Pfraumberg etc.                            | |
| Stryzza Eugen                         | Bukowina          | Großgrundbesitz                     | zweiter Wahlkörper                                               | am 5. Dezember 1876 angelobt |
| Sturm Eduard                          | Mähren            | Städte                              | Iglau, Trebitsch etc.                                            | |
| Sueß Eduard                           | Niederösterreich  | Städte                              | Wien, II. Bezirk                                                 | |
| Sueß Friedrich                        | Niederösterreich  | Landgemeinden                       | Sechshaus etc.                                                   | |
| Suida Franz                           | Böhmen            | Handels- und Gewerbekammer          | Reichenberg                                                      | Mandatsverzicht in der Sitzung am 19. Oktober 1876 verkündet |
| Suppan Josef                          | Krain             | Städte                              | Adelsberg, Idria etc.                                            | am 10. November 1873 angelobt |
| Suttner Gustav                        | Niederösterreich  | Großgrundbesitz                     |                                                                  | |
| Swatek Lorenz                         | Böhmen            | Landgemeinden                       | Pisek, Strakonitz, Blatna etc.                                   | erschien aus politischen Gründen niemals im Abgeordnetenhaus, weswegen sein Mandat trotz mehrfacher Wiederwahl jeweils für erloschen erklärt wurde                                                                              |
| Syz Jakob                             | Steiermark        | Handels- und Gewerbekammer          | Graz                                                             | Mandatsverzicht in der Sitzung am 19. Oktober 1876 verkündet |
| Szwedzicki Jakob                      | Galizien          | Landgemeinden                       | Lemberg, Jaworow etc.                                            | |
| Tacco Rudolf                          | Görz und Gradisca | Großgrundbesitz                     |                                                                  | |
| Tarnowski Jan                         | Galizien          | Landgemeinden                       | Ropczyce, Mielec, Tarnobrzeg etc.                                | am 5. November 1873 angelobt, Mandatsverzicht mit Schreiben vom 1. Oktober 1877 |
| Graf von Terlago Robert               | Tirol             | Großgrundbesitz                     | zweiter Wahlkörper                                               | am 19. Oktober 1877 angelobt |
| Tersch Emil                           | Mähren            | Großgrundbesitz                     |                                                                  | am 5. November 1878 angelobt |
| Teuschl Josef                         | Triest            | Handels- und Gewerbekammer          | Triest                                                           | Mandatsverzicht in der Sitzung am 19. Oktober 1876 verkündet, nach Wiederwahl am 24. Oktober 1876 neuerlich angelobt |
| Theumer Josef                         | Böhmen            | Städte                              | Karlsbad, Joachimsthal etc.                                      | |
| Thomas Franz                          | Böhmen            | Städte                              | Falkenau, Ellbogen etc.                                          | |
| Thurn-Balsassina Gustav               | Krain             | Großgrundbesitz                     |                                                                  | am 20. Februar 1878 angelobt |
| Thurn-Balsassina Hyazinth             | Krain             | Großgrundbesitz                     |                                                                  | 1877 verstorben |
| Thurnher Johann                       | Vorarlberg        | Landgemeinden                       | Feldkirch, Bludenz, Montafon                                     | am 10. Dezember 1873 angelobt |
| Tilšer František                      | Böhmen            | Städte                              | Příbram, Birkenberg etc.                                         | erschien aus politischen Gründen niemals im Abgeordnetenhaus, weswegen sein Mandat für erloschen erklärt wurde |
| Tinti Karl                            | Niederösterreich  | Großgrundbesitz                     |                                                                  | |
| Tomaszczuk Constantin                 | Bukowina          | Landgemeinden                       | Czernowitz, Storozynetz, Sereth etc.                             | |
| Tonner Emanuel                        | Böhmen            | Landgemeinden                       | Pisek, Strakonic, Blatna etc.                                    | erschien aus politischen Gründen niemals im Abgeordnetenhaus, weswegen sein Mandat für erloschen erklärt wurde |
| Torosiewicz Emil                      | Galizien          | Großgrundbesitz                     |                                                                  | am 10. November 1873 angelobt, Mandatsverzicht in der Sitzung am 21. Februar 1876 verkündet |
| Trojan Pravoslav Alois                | Böhmen            | Landgemeinden                       | Smichow, Königsaal, Rakonitz, Příbram, Horowitz, Rokycan etc.    | erschien aus politischen Gründen niemals im Abgeordnetenhaus, weswegen sein Mandat trotz mehrfacher Wiederwahl jeweils für erloschen erklärt wurde. Seine Wiederwahl war dabei im Landgemeindenwahlbezirk Karolinenthal erfolgt |
| Tyszkiewicz Zdzisław                  | Galizien          | Landgemeinden                       | Rzeszow, Kolbuszowa etc.                                         | am 10. November 1877 angelobt |
| Ujejski Kornel                        | Galizien          | Großgrundbesitz                     |                                                                  | am 7. Dezember 1877 angelobt, nach dem in der Sitzung am 22. Oktober 1878 verkündeten Mandatsverzicht und der Wiederwahl am 4. November 1878 neuerlich angelobt                                                                 |
| Umlauft Johann                        | Niederösterreich  | Städte                              | Wien, IV. Bezirk                                                 | |
| Urbanek Ferdinand                     | Böhmen            | Landgemeinden                       | Königgrätz, Jaroměř, Neustadt etc.                               | erschien aus politischen Gründen niemals im Abgeordnetenhaus, weswegen sein Mandat für erloschen erklärt wurde |
| Valussi Eugenio Carlo                 | Görz und Gradisca | Landgemeinden                       | Gradisca, Cormons, Cervignano, Monfalcone                        | Mandatsverzicht mit Schreiben vom 23. Juni 1877 aus politischen Gründen |
| van der Strass Karl                   | Mähren            | Städte                              | Neutitschein, Stramberg etc.                                     | |
| Venturi Gustavo                       | Tirol             | Landgemeinden                       | Cles, Fondo, Cavalese etc.                                       | Mandatsverzicht mit Schreiben vom 23. Juni 1877 aus politischen Gründen, am 27. November 1877 angelobt |
| Vicentini Raffaele                    | Görz und Gradisca | Großgrundbesitz                     |                                                                  | am 21. September 1877 angelobt |
| Vidulich Franz                        | Istrien           | Städte / Handels- und Gewerbekammer | Städte Istriens / Rovigno                                        | |
| Villani Karl                          | Böhmen            | Städte                              | Tabor, Patzau, Humpoletz, etc-                                   | erschien aus politischen Gründen niemals im Abgeordnetenhaus, weswegen sein Mandat für erloschen erklärt wurde |
| Vitezić Dinko                         | Istrien           | Landgemeinden                       | Pisino, Volosca, Cherson, Lusin etc.                             | |
| Vojnović Georg Conte                  | Dalmatien         | Landgemeinden                       | Cattaro, Risano, Budua                                           | am 18. Februar 1879 angelobt |
| Vošnjak Josip                         | Steiermark        | Landgemeinden                       | Cilli, Rann etc.                                                 | |
| Wächter Otto                          | Böhmen            | Großgrundbesitz                     |                                                                  | |
| Wagner Heinrich                       | Bukowina          | Handels- und Gewerbekammer          | Czernowitz                                                       | am 29. Oktober 1878 angelobt |
| Waibel Johann Georg                   | Vorarlberg        | Städte / Handels- und Gewerbekammer | Bregenz, Feldkirch etc. / Feldkirch                              | am 10. Dezember 1878 angelobt |
| Waldert Anton                         | Böhmen            | Landgemeinden                       | Plan, Tepl, Tachau etc.                                          | am 10. Dezember 1878 angelobt |
| Wallis Karl                           | Böhmen            | Großgrundbesitz                     |                                                                  | am 10. November 1873 angelobt |
| Walterskirchen Robert                 | Steiermark        | Städte                              | Judenburg, Neumarkt, Murau etc.                                  | |
| Wanka Franz                           | Böhmen            | Großgrundbesitz                     |                                                                  | |
| Weber Franz                           | Mähren            | Landgemeinden                       | Auspitz, Gaya etc.                                               | am 21. Jänner 1874 angelobt |
| Wedl Josef                            | Niederösterreich  | Städte                              | Wiener-Neustadt, Neunkirchen etc.                                | |
| Weeber August                         | Mähren            | Städte                              | Olmütz, Proßnitz, Deutschbrodek etc.                             | |
| Wegscheider Johann                    | Salzburg          | Städte                              | St. Johann, Werfen, Hof-Gastein etc.                             | |
| Weichs Friedrich                      | Oberösterreich    | Städte                              | Ried, Braunau, Mattighofen, Schärding etc.                       | am 5. Dezember 1873 verstorben |
| Weigel Ferdynand                      | Galizien          | Städte                              | Krakau, Wieliczka etc.                                           | am 10. November 1873 angelobt |
| Weinhandl Johann                      | Steiermark        | Landgemeinden                       | Feldbach, Radkersburg etc.                                       | |
| Weinrich Karl                         | Böhmen            | Großgrundbesitz                     |                                                                  | Mandatsverzicht mit Schreiben vom 28. Februar 1878 |
| Weiss Adolf                           | Böhmen            | Großgrundbesitz                     |                                                                  | |
| Wereszczyński Józef                   | Galizien          | Großgrundbesitz                     |                                                                  | am 24. Oktober 1874 angelobt, Mandatsverzicht in der Sitzung am 12. Jänner 1878 verkündet |
| Weselý Hubert                         | Böhmen            | Landgemeinden                       | Karolinenthal, Brandeis, Böhmisch-Brod etc.                      | erschien aus politischen Gründen niemals im Abgeordnetenhaus, weswegen sein Mandat für erloschen erklärt wurde |
| Wężyk Leonard                         | Galizien          | Großgrundbesitz                     |                                                                  | am 10. November 1873 angelobt, 1876 verstorben |
| Wickhoff Franz                        | Oberösterreich    | Städte                              | Steyr, Kremsmünster, Kirchdorf etc.                              | |
| Wildauer von Wildhausen Tobias        | Tirol             | Städte / Handels- und Gewerbekammer | Innsbruck, Hall etc. / Innsbruck                                 | |
| Winkler Andreas                       | Görz und Gradisca | Landgemeinden                       | Görz, Tolmein, Sessana etc.                                      | |
| Wittmann Paul                         | Triest            | Städte                              | erster Wahlkörper                                                | am 19. Oktober 1876 angelobt |
| Włodek Roman                          | Galizien          | Landgemeinden                       | Bochnia, Brzesko etc.                                            | am 15. Februar 1878 angelobt |
| Wodzicki Ludwik                       | Galizien          | Landgemeinden                       | Rzeszów, Kolbuszowa etc.                                         | am 10. November 1873 angelobt, Mandatsverzicht in der Sitzung am 4. September 1877 verkündet |
| Wolfrum Karl                          | Böhmen            | Städte                              | Aussig, Karbitz etc.                                             | |
| Wolkenstein Leopold                   | Böhmen            | Großgrundbesitz                     |                                                                  | am 22. Oktober 1878 angelobt |
| Wolski Ludwik                         | Galizien          | Städte                              | Lemberg                                                          | am 19. Dezember 1877 angelobt |
| Wörz Josef                            | Tirol             | Landgemeinden                       | Schwaz, Kufstein, Kitzbichl etc.                                 | am 26. Oktober 1875 angelobt |
| Woynarowicz Jan Kazimierz             | Bukowina          | Städte                              | Suczawa, Sereth, Radautz                                         | |
| Wurm Ignaz                            | Mähren            | Städte                              | Holleschau, Bistřitz am Hostein etc.                             | am 21. Jänner 1874 angelobt |
| Zaillner Innocenz                     | Mähren            | Landgemeinden                       | Neutitschein, Weißkirchen etc.                                   | |
| Žák Jan                               | Böhmen            | Städte                              | Pardubitz, Holic etc.                                            | erschien aus politischen Gründen niemals im Abgeordnetenhaus, weswegen sein Mandat trotz Wiederwahl jeweils für erloschen erklärt wurde                                                                                         |
| Zaklinski Alexius                     | Galizien          | Landgemeinden                       | Stanislau, Bohorodczany,e tc.                                    | |
| Zallinger-Stillendorf Franz           | Tirol             | Städte                              | Brixen, Sterzing etc.                                            | am 26. Oktober 1875 angelobt, Mandatsverzicht mit 23. März 1977, nach Wiederwahl am 4. Juli 1877 neuerlich angelobt |
| Zborowski Ignacy                      | Galizien          | Städte                              | Brody, Złoczów                                                   | am 22. Oktober 1878 angelobt |
| Zedtwitz Karl Moritz                  | Böhmen            | Großgrundbesitz                     |                                                                  | |
| Zeilberger Johann                     | Oberösterreich    | Landgemeinden                       | Linz, Florian, Steyr etc.                                        | |
| Zeithammer Ottokar                    | Böhmen            | Landgemeinden                       | Jičín, Hořic, Starkenbach                                        | erschien aus politischen Gründen niemals im Abgeordnetenhaus, weswegen sein Mandat trotz Wiederwahl jeweils für erloschen erklärt wurde                                                                                         |
| Zeleny Wenzel                         | Böhmen            | Landgemeinden                       | Deutschbrod, Polna, Ledeč etc.                                   | erschien aus politischen Gründen niemals im Abgeordnetenhaus, weswegen sein Mandat trotz Wiederwahl jeweils für erloschen erklärt wurde                                                                                         |
| Zschock Ludwig                        | Steiermark        | Handels- und Gewerbekammer          | Leoben                                                           | |
| Zyblikiewicz Mikolaj                  | Galizien          | Städte                              | Krakau                                                           | Mandatsverzicht in der Sitzung am 20. Oktober 1874 verkündet |